# Escardívol
Escardívol és una masia de Viver, al municipi de Viver i Serrateix (Berguedà) inclosa en l'Inventari del Patrimoni Arquitectònic de Catalunya.

## Descripció
Masia orientada al sud-oest del tipus III segons la classificació de J. Danés, amb la teulada a quatre vessants. És de planta quadrangular i les obertures són rectes. Tant les llindes com els ampits de les obertures i les cantonades de les façanes són de pedra. Els murs són absolutament arrebossats.
Consta de diverses construccions annexes que han afectat una de les façanes.

## Història
No se'n coneix cap data documentada amb relació a la masia, que podria ser una obra del segle xviii.